# Megatrygon microps
Megatrygon microps  is de enige soort van het geslacht Megatrygon uit de familie van de pijlstaartroggen (Dasyatidae). De wetenschappelijke naam van de soort is voor het eerst geldig gepubliceerd in 1908 door Annandale.